# Batalla d'Aidu de Turdu
La batalla d'Aidu di Turdu (1347) va enfrontar les tropes catalanes amb les tropes genoveses pel domini de l'illa de Sardenya en el lloc homònim, situat entre Sàsser i Bonorva. La victòria genovesa va desestabilitzar momentàniament el domini català de l'illa, que mai va ser gaire sòlid.
La família Doria, que representava els interessos genovesos a l'illa, va revoltar-se contra el governador català Guillem de Cervelló i de Banyeres. Va aprofitar un moment en què el descontentament dels sards era alt i les guerres mantenien ocupat Pere el Cerimoniós a la península (Guerra de la Unió).